# Alpes salisburgueses
Os Alpes salisburgueses eram uma antiga designação dos Alpes segundo o IX it:Congresso Geografico Italiano na Itália. O seu ponto culminante é o  Hoher Dachstein com 2.995 m
Ficavam na Alemanha e principalmente na Austria, e era desta sua cidade, Salisburgo, que tiravam o nome.

## Divisão tradicional
Os Alpes salisburgueses eram uma das divisões tradicionais da partição dos Alpes adoptada em 1926 pelo IX Congresso Geográfico Italiano na Itália, com o fim de normalizar a sua divisão  em Alpes Ocidentais, Alpes Centrais e dos Alpes Orientais, aos quais pertenciam.
Hoje não são considerados uma secção alpina nem fazem parte da classificação da SOIUSA.